# Pseudodinia latiphallis
Pseudodinia latiphallis är en tvåvingeart som beskrevs av Barber 1985. Pseudodinia latiphallis ingår i släktet Pseudodinia och familjen markflugor. Inga underarter finns listade i Catalogue of Life.